# Oxytate argenteooculata
Oxytate argenteooculata là một loài nhện trong họ Thomisidae.
Loài này thuộc chi Oxytate. Oxytate argenteooculata được Eugène Simon miêu tả năm 1886.